# Carská vrata

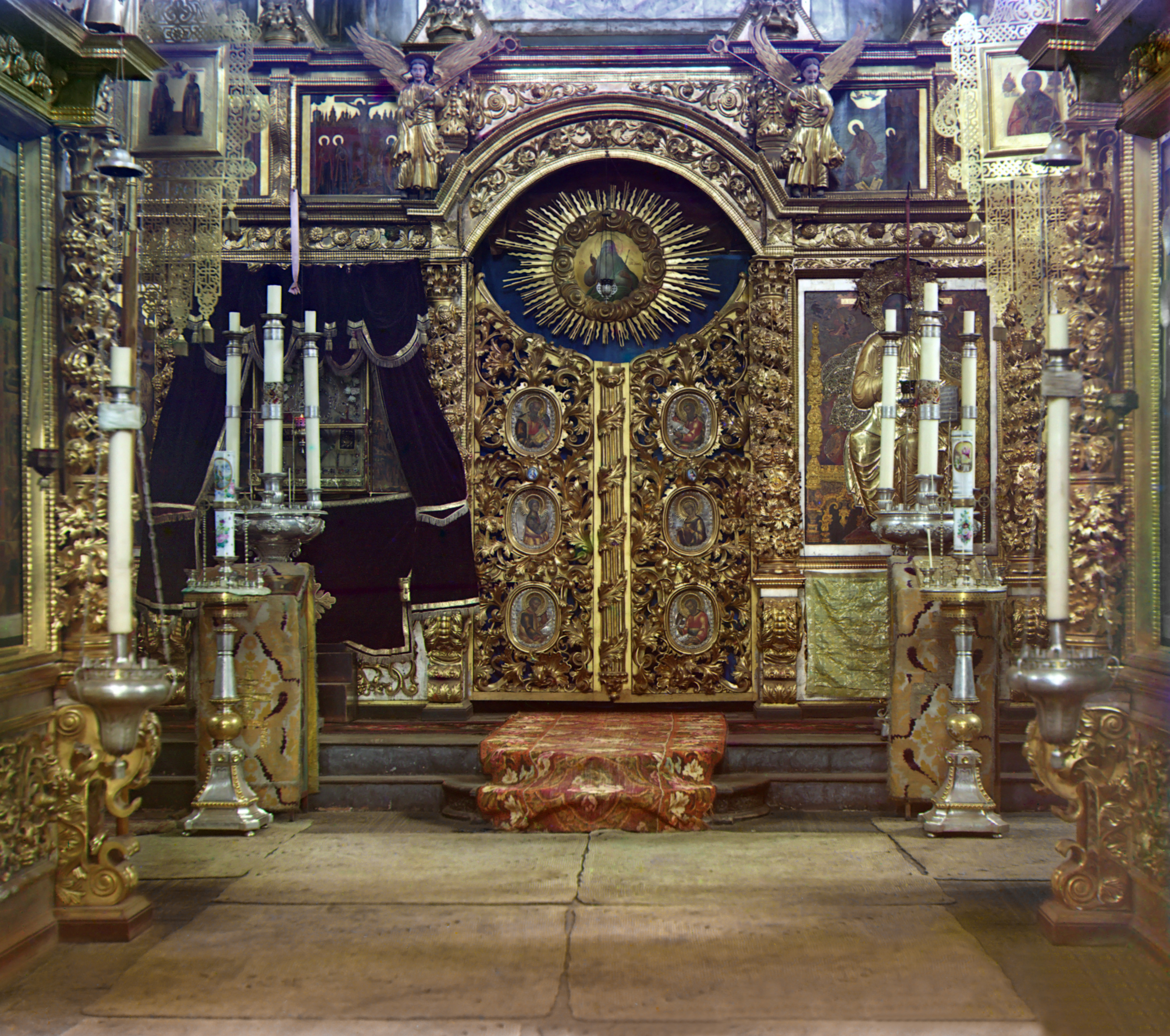
Carská vrata farního kostela Fjodorovské Bohorodičky v Jaroslavl na fotografii S. M. Prokudina-Gorského z roku 1911

Královská vrata nebo též Carská vrata nebo také Svatá brána a podobně (rusky Царские врата, Carskije vrata) je dvoukřídlá branka ležící proti prestolu v oltáři. Jsou to de facto hlavní dveře ikonostasu v pravoslavném nebo řeckokatolickém chrámu. Svatá brána vede do oltářní části chrámu a symbolizuje rajskou bránu. Carskými vraty může procházet pouze diákon, kněz a biskup.

## Historie
Ve starokřesťanských a středověkých chrámech bylo kněžiště vždy odděleno od kostelní lodi zvláštní chórovou přepážkou, tzv. templonem nebo lettnerem. Po Tridentském koncilu byla přepážka z katolických kostelů odstraněna, zachovala se pouze v pravoslavné církvi (resp. později též v církvi řeckokatolické). 
Postupem času se přepážka přeměnila v ikonostas s carskými vraty. Na templon byly postaveny sloupy s architrávy, na nějž se zavěšovaly ikony. Ve vrcholném středověku se templon zvýšil a zhotovoval se jak z kamene, tak ze dřeva – ikonostas.

## Ikony na Královských vratech
Zpravidla bývají na královských vratech zobrazeni čtyři evangelisté a Zvěstování Panny Marie, jako symbol toho, že se rajská brána znovu otevřela pro smrtelníky. Jako druhá po pravé straně carských vrat se obvykle vyobrazuje ikona svatého (svatých), jemuž je chrám zasvěcen.

## Význam Královských vrat při bohoslužbě
Královská vrata mají v pravoslavné bohoslužbě veliký symbolický význam. Samotný název „královská vrata («Царские врата» nebo „svatá vrata“ «Святые врата») vychází z toho, že přes ně symbolicky vchází Král slávy Pán Ježíš Kristus při podávání Svatých darů, a sestupuje jimi při přijímání věřících. Na rozdíl od severních a jižních vrat ikonostasu (tzv. diákonská vrata), otevírají se Carská vrata pouze při slavnostních procesích nebo jiných částech bohoslužby, popsaných v typikonu.
Když při bohoslužbě jerej nebo diákon otevírá královská vrata, přítomný lid se uklání. Rovněž pak se věřící obvykle pokřižují a pokloní, kdykoli procházejí okolo vrat. Při archijerejské liturgii je povoleno královská vrata otevírat i zavírat hypodiákonům a dokonce i ponomarům, ačkoli ti při tom mohou stát pouze z boku, nikoli před samotným prestolem.
Do královských vrat smí vstupovat pouze kněz a diákon, a i ten pouze v době bohoslužby. Mimo dobu bohoslužby a bez služebního roucha smí do oltáře či z oltáře přes Carská vrata vstupovat pouze achijerej.
Uvnitř oltáře za královskými vraty je speciální závěs – katapetasma, která se zcela nebo částečně otevírá v určité části bohoslužby dané stanovami.

### Související články

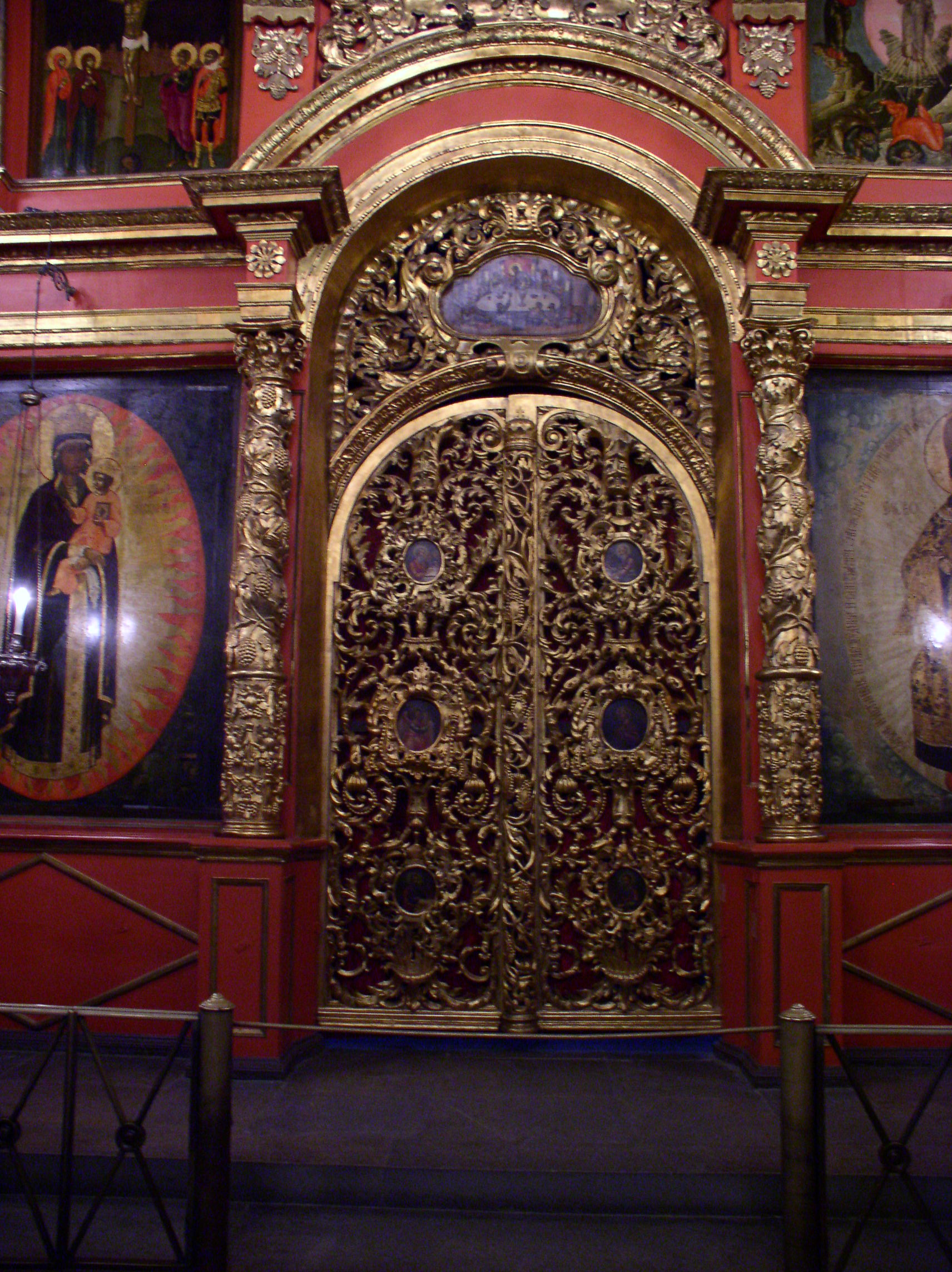
Královská brána. Expozice v muzeu Moskevského kremlu